# NGC 2550
NGC 2550 في الفهرس العام الجديد، هي مجرة، تقع في كوكبة الزرافة. اكتشفت في 7 سبتمبر 1885 بواسطة لويس سويفت.

## روابط خارجية
- NGC 2550 على موقع ويكي سكاي: DSS2, SDSS, GALEX, IRAS, Hydrogen α, X-Ray, Astrophoto, Sky Map, Articles and images